# Daniela Silva Solórzano
Daniela Silva Solórzano (Zapopan, Guadalajara) es una documentalista, directora, productora y guionista mexicana. Dirigió el documental Donde quedan las cosas que presentó en el Festival Internacional de Cine de Guadalajara en el año 2018.

## Biografía
Es originaria de Zapopan en el estado de Jalisco. Estudió una licenciatura en Medios Audiovisuales en la Universidad de Medios Audiovisuales de Guadalajara. Donde quedan las cosas fue su proyecto de titulación, el cual recibió diferentes apoyos como mención honorífica en el encuentro de coproducción del Festival Internacional de Cine de Guadalajara, participación en los talleres del Festival Internacional de Cine de Cartagena de Indias en Colombia y una beca estatal Proyecta y Apoyo de la Comisión de Filmaciones del Estado de Jalisco. Fue productora del documental Off The Road el cual fue presentado en la 9° edición del Festival de Cine de los Cabos en 2020

## Trayectoria

### Proyectos

#### Donde quedan las cosas
El documental es una radiografía fílmica sobre Federico Solórzano paleontólogo y coleccionista, que además es su abuelo. La inspiración para hacer el proyecto fue cuando sintió que los objetos que había visto durante toda su vida en casa de su abuelo estaban por desaparecer. La tomó 5 años culminar el documental, el cual empezó a filmarse en el último año de vida de Federico. Iba presentando quién era su abuelo para ella a partir de las cosas que encontraba.

#### Off The Road
El documental se centra como el desierto de Baja California Sur en México. El cual está a punto de ser atravesado por la carrera de autos todoterreno más grande del mundo. Narra como tres músicos llamados Rigo, Paco y Davis, buscan escapar de la monotonía para encontrar su lugar en este evento. Quienes comparten su experiencia mediante corridos.

## Filmografía

#### Directora[10]
| Título                 | Formato    | Año  |
| ---------------------- | ---------- | ---- |
| Donde quedan las cosas | Documental | 2018 |

#### Guionista
| Título                 | Formato    | Año  |
| ---------------------- | ---------- | ---- |
| Donde quedan las cosas | Documental | 2018 |

#### Productora
| Título       | Formato    | Año  |
| ------------ | ---------- | ---- |
| Off The Road | Documental | 2020 |